# アプリケーションストア
アプリケーションストア（英: app store、app marketplace）とはモバイルアプリケーションに対応したデジタルディストリビューションプラットフォームの一種である。

## 概要
ストアのアプリケーションは端末自身に最初から搭載された機能は基本的に除く特定の機能を提供していて、さらに特定の端末やオペレーティングシステム で動作するように開発されている。パーソナルコンピュータでの使用を想定して開発された複合的な機能を持つソフトウェアは例として、携帯端末での使用を想定して開発された関連アプリケーションに転用することができる。このようなアプリケーションはコンピュータ上で完全動作するソフトウェアと比べて同等もしくは限られた機能を提供することができる。また、画面に表示されるデータの外観を最適化したり、端末のディズプレイサイズや解像度を考慮している。2種類以上の端末の機能的な継続性を提供する他に、このようなアプリケーションはまた2つの異なる端末間、2つの異なるオペレーティングシステムプラットフォーム間のファイル同期も可能である。アプリケーションストアは一般的にアプリケーションの機能、所持端末がアプリケーションで動作するか、オペレーティングシステムが対応しているかと言った理由に基いてアプリケーションを提供している。
基本的にユーザーがこれら複数のカテゴリに分けられた各アプリケーションの情報 を確認した上で入手 することができるオンラインストアの形式をとっており、選んだアプリケーションは自動的にダウンロードされインストールされる。一部のストアではユーザーをマルウェアから保護する目的で一定の条件の下端末からインストールしたプログラムを自動的に除去することもある。
多くのストアでは承認プロセスを通す必要が有る申請されたアプリケーションは運営者によって選定されている。このようなアプリケーションは、アプリケーションを有料にする場合は手数料が必要などを含む特定のガイドライン（品質管理や検閲）に基づく審査を受ける。21世紀に入り、iOS（App Store）やAndroid（Google Play）が登場したことでアプリケーションストアは提供アプリの使いやすさやほとんどの端末への対応により急速に普及した。他のオペレーティングシステムでもパッケージ管理システムとグラフィカルフロントエンドを使用した同種のアプリケーション配布システムも存在する。

## 歴史

### 黎明期
The Electronic AppWrapper  が暗号の一括管理やアプリケーションとデジタルメディアのデジタル著作権提供を担う最初の商用電子ソフトウェア配布カタログとされる。NeXTWORLD Magazine編集長のシムソン・ガーフィンケルは正式なレビューでThe Electronic AppWrapperに5点満点のうち4と3/4点を付けたが、Paget社のElectronic AppWrapperは1993年1月、レベルの高いInVision Multimedia '93アウォードでファイナリストに残り、同年5月にNeXTWORLD ExpoにてBest of Breed award for Content and Informationを受賞した。
多くのLinuxディストリビューションや他のUnix系システムでは、ユーザーがコマンドラインツールを使用して自身のシステム にインストールしたソフトウェアを自動的に管理できるようになるパッケージマネージャーで知られるツールを提供しているが、新たなソフトウェアや適切な動作に必要なパッケージは単一プロセスでローカルもしくはリモートミラーから取り出したり自動インストールすることができる。Unix系オペレーティングシステムにおいて有名なパッケージマネージャーといえばpkgsrc、DebianのAPT、YUM、GentooのPortage（ほとんどのパッケージマネージャーと異なり、実行ファイルに代わって自動的にコンパイルされるソースコードで構成されるパッケージを配布している）。一部のパッケージマネージャーには利用可能なパッケージを閲覧したり操作を実行したりできるSynaptic のようなグラフィカルフロントエンドソフトウェアが搭載されている。
1996年、SUSE Linuxディストリビューションに、自身のアプリケーションリポジトリに対応したYaSTが搭載された。Mandriva Linuxには、Rpmdrakeと呼ばれるGUIフロントエンドを付けたurpmiが搭載された。2003年にはYUP の後継としてYUMがFedoraとRed Hat Enterprise Linuxに搭載された。
1997年、BeOSに対応したサードパーティ製ストアとパッケージマネージャー（SoftwareValet）でありBeDepot がスタートし、2001年まで運営された。BeDepotは商用、無料両方のアプリケーションの提供や更新処理に対応していた。
2002年、商用LinuxディストリビューションであるLinspire はClick'N'Run (CNR)というストアを立ち上げた。年会費を払えばユーザーはCNRを通じてワンクリックで無料・有料アプリケーションをインストールすることができた。ドク・サールズは、CNRの使いやすさがデスクトップLinuxを更に普及させるだろうと予測していた。
2003年、Handangoがスマートフォンでソフトウェアを検索、インストール、購入することができる初めての端末搭載ストアを立ち上げた。アプリケーションのダウンロードや購入をコンピュータとの同期する必要がない状態のまま直接スマートフォンのみで可能となった。また、ストアであアプリケーションの説明、レーティング、スクリーンショットが掲載されていた。
2005年、Nokia 770 Internet Tabletに簡単にインストールできるアプリケーションのリポジトリに対応したグラフィカルフロントエンドが搭載された。
有名LinuxディストリビューションであるUbuntu はバージョン9.10でSynapticの代替であるUbuntu Software Centerというグラフィカルソフトウェアマネージャーが搭載された。2010年10月公開のUbuntu 10.10ではSoftware Centerは自身のリポジトリにある既存のソフトウェアのみならず特定のアプリケーション を購入できるようになった。

### AppleとApp Store
2007年、アップルコンピュータ（現・Apple）は自社初のスマートフォンであるiPhoneをリリースした。発売当初、サードパーティー製ソフトウェアに対応しておらず、アップルのスティーブ・ジョブズCEOはウェブアプリケーションをインターネット上のクラウドで配布することでほとんどのユーザーへ必要な機能を十分に提供できると考えていたが、開発者はiPhoneを脱獄しInstaller.app やCydiaといったパッケージマネージャーを通してサードパーティー製アプリケーションを配布し始めた。
アップルは2008年7月、iPhone OS 2.0を公開した時、アップルが正式にサードパーティー製アプリケーションの開発と配布に対応したプラットフォームであるApp Storeをオープンした。ユーザーは対応端末上のApp Storeやデスクトップ対応ソフトウェア版iTunes上のiTunes Storeで新たなアプリケーションの購入とダウンロードが可能になった。アップルはアプリケーション開発者への多数の制限について、提出された全アプリケーションは自社社員よる審査の対象となりもし自社が定めた技術やコンテンツに関するガイドラインに違反している場合はリジェクトできるとしている。加えてストアで配信されている有料アプリケーションの利益の30%を徴収している。アップルによる公式アプリケーションストアがオープンされて以降はCydia といった脱獄したiOS端末に対応した競合ストアでは代替プラットフォームとしての役割を担っており、アップルによってリジェクトされたり最初からApp Storeでの配信を考えていないアプリケーションの配布を可能としている。
App Storeの運営方法に関してアップルへの批判がいくつかあったものの、自社にとって主要な収益的成功の一つとなり、2013年時点で400億以上のダウンロード数に、80万本以上のアプリケーションが配信されている。この成功により、競合するオペレーティングシステムでも同等のストアが導入されることに繋がり、2008年9月に初のAndroidスマートフォン の発売時にAndroid Marketが導入され、2009年4月にBlackBerryがApp Worldをオープンした。2011年1月、アップルはMacintosh上で動くMac OS X（現・macOS）に対応した同種の配布プラットフォームであるMac App Storeをオープンした。開発者は従来の方法でMacで動くアプリケーションを配布することはできるものの、Mac App Storeでは安全性と信頼性を確保するためにiOSと同様の認定要件が適用されている。

## "App Store" 商標問題
App Storeの人気により「app store」（最初に使用したのはアップルによるiPhone、iPod touch、iPadに対応したApp Storeである）という用語は普通名称として携帯端末やスマートテレビのような他のプラットフォーム上の同環境で動く他の配布プラットフォームで頻繁に使用されるようになった。このビジネスモデルは企業独自のアプリケーションストアが開発、展開され始めた消費者市場で幅広く認識されるようになったが、2008年、アップルは商標であると主張し、「App Store」を商標登録申請した。2011年、アップルは「app store」の名を、自社のサービスとして使用することは商標権侵害と偽装表示にあたるAmazon.com とGetJar を提訴した。マイクロソフトはapp storeという用語は既に普通名称化しているとしてアップルが商標登録申請をしていることを複数回にわたって批判している。
2013年、アメリカ合衆国地方裁判所判事はAmazonがアップルのサイトや広告を真似たり、大衆がアップルのApp Storeや製品に期待している特徴や品質がある証拠がないことを理由にアップルの訴えを退けた。2013年、アップルは訴えを取り下げた。

## 主なアプリケーションストア
- スマートフォン・タブレット向けアプリストア
  - Google Play - グーグルが開発した世界最大のAndroid向けストア。GMSを搭載したAndroidスマートフォンとChromebookに標準インストールされている。
  - App Store - アップルが開発したiPhone標準搭載のiOS向けストア
  - Amazon アプリストア - アマゾンが開発したAndroid向けストア。Windows 11でも使用可。
  - Huawei App Gallery - ファーウェイが開発したHarmonyOS及びAndroid向けストア。
  - Galaxy Store - サムスンが開発したGalaxy標準搭載のストア。
- パソコン向けアプリストア
  - Microsoft Store - マイクロソフトが開発したWindows用ストア。
  - Mac App Store - アップルが開発したmacOS用ストア。